# Přežít!
Přežít! (též Téměř jsem to nepřežil, v anglickém originále I Shouldn't Be Alive) je dokumentární seriál, který byl vysílán v letech 2005–2006 na televizní stanici Discovery a v letech 2010–2012 na stanici Animal Planet. Každý díl má samostatný děj, který popisuje nebezpečnou situaci jedné, či více osob, ze které vyvázli pouze o vlásek.
Děj vždy vypravuje skutečná osoba, která téměř smrtelnou situaci zažila. Herci tuto situaci hrají, aby divák měl přesnější představu o závažnosti situace. Seriál je tedy tvořen řadou rekonstrukcí, a příběh je postupně odhalován. Podobným způsobem je natáčen například seriál Letecké katastrofy.
Jednotlivé díly popisují například: Zabloudění v džungli, uvíznutí výletníků v Himálaji, pád výletního letadla a mnoho dalších situací. Celkem bylo nalezeno 6 sérií, jež dohromady tvoří 60 epizod.
Výkonným producentem seriálu Přežít! byl britský televizní producent John Smithson. Mezi režiséry, kteří se na výrobě podíleli, jsou například Sid Bennett (Prehistorický park), Tim Conrad (Iceland Volcano: The Next Erruption) nebo Mark Westcott (Muž, žena, divočina).